# Encyklopédia Slovenska
Encyklopédia Slovenska je encyklopedie v šesti svazcích zaměřená na témata související se Slovenskem. Vycházela v letech 1977–1982 ve vydavatelství Veda Slovenské akademie věd. Je doposud nejreprezentativnějším souborným dílem slovenské vědy a kultury o Slovensku. Obsahuje přes 20 000 hesel a více než 7 000 ilustrací. Výkonným redaktorem byl Jozef Veľký a od roku 1979 Jozef Vladár. Náklad každého dílu byl 60 000 kusů, 2. vydání prvního dílu mělo 12 000 kusů.

## Svazky
| číslo svazku | hesla        | počet stran | počet ilustrací | počet tabulek | počet stran barevných příloh | rok vydání |
| ------------ | ------------ | ----------- | --------------- | ------------- | ---------------------------- | ---------- |
| I.           | A–D          | 624         | 1 032           | 128           | 096                          | 1977       |
| II.          | E–J          | 536         | 0 980           | 087           | 048                          | 1978       |
| III.         | K–M          | 656         | 1 471           | 070           | 048                          | 1979       |
| IV.          | N–Q          | 600         | 1 083           | 095           | 096                          | 1980       |
| V.           | R–Š          | 792         | 1 435           | 118           | 176                          | 1981       |
| VI.          | T–Ž, Dodatky | 776         | 1 261           | 108           | 076                          | 1982       |